# Pieter van Huystee
 (octobre 2018).
Pieter van Huystee, né le 21 avril 1956 à Haarlem, est un producteur, réalisateur et scénariste néerlandais.

## Filmographie

### Cinéma et films documentaires

#### Producteur
- 1993 : Cuivres débridés, à la rencontre du swing de Johan van der Keuken
- 1994 : Lucebert, temps et adieux de Johan van der Keuken
- 1996 : Amsterdam Global Village de Johan van der Keuken[2]
- 1996 : L'Amour naturel de Heddy Honigmann[3]
- 1997 : L'Orchestre souterrain de Heddy Honigmann[4]
- 1998 : Last Words—My Sister Yoka (1935–1997) de Johan van der Keuken
- 1998 : Angels of Death de Leo de Boer
- 1998 : Felice...Felice... de Peter Delpeut
- 1999 : Crazy de Heddy Honigmann[5]
- 2000 : This Is Me de Sonia Herman Dolz
- 2000 : Vacances prolongées de Johan van der Keuken[6]
- 2000 : Desi de Maria Ramos[7]
- 2003 : We Loved Each Other So Much de Jack Janssen
- 2004 : Give Me Your Hand de Heddy Honigmann
- 2004 : Johan Cruyff: En un momento dado de Ramon Gieling[8]
- 2004 : Les Enfants d'Arna
- 2005 : Still World de Elbert van Strien
- 2008 : Carmen Meets Borat de Mercedes Stalenhoef
- 2008 : The New Rijksmuseum de Oeke Hoogendijk
- 2009 : Tramontana de Ramon Gieling[9]
- 2009 : Farewell de Ditteke Mensink[10]
- 2010 :  Otto Frank, father of Anne de David de Jongh[11]
- 2010 : People I Could Have Been and Maybe Am de Boris Gerrets[12]
- 2011 : Tiger Eyes de Frank Scheffer
- 2011 : DeWolff de Carin Goeijers
- 2011 : Things That Matter de Frans Bromet
- 2012 : I Want My Money Back de Leo de Boer
- 2012 : Blind Fortune de Ramon Gieling
- 2012 : Karsu de Mercedes Stalenhoef
- 2012 : Gozaran - Time Passing de Frank Scheffer[13]
- 2013 : Borders de Jacqueline Van Vugt[14]
- 2013 : Photo-eddy de David de Jongh
- 2013 : Doe Maar: Dit Is Alles de Martijn Nijboer et Patrick Lodiers
- 2013 : Shado'man de Boris Gerrets
- 2013 : Ne me quitte pas de Niels Van Koevorden et Sabine Lubbe Bakker[15]
- 2014 : Home de Ramon Gieling
- 2014 : Clean Spirit de Dirk Jan Roeleven
- 2015 : Time and Place, a Talk with My Mom de Martijn Veldhoen
- 2015 : Perfect Horse de Hans Fels
- 2016 : The Claim, the Search for Stolen Art from WWII de Ditteke Mensink
- 2016 : Boudewijn Büch, verdwaald tussen feit & fictie de Leo de Boer
- 2017 : Instant Dreams de Willem Baptist
- 2017 : Ik begon te schrijven toen ik drie was de Ditteke Mensink
- 2017 : Dokter Co de Lysander Wiering
- 2017 : De jacht op mijn vader de Gulsah Dogan
- 2017 : Maria, I Need Your Lovin de Martijn van de Griendt
- 2017 : The Last Chair de Anke Teunissen et Jessie van Vreden
- 2017 : The Long Season de Leonard Retel Helmrich
- 2018 : 11 Friese Fonteinen de Roel van Dalen

#### Réalisateur et scénariste
- 2016 : Jérôme Bosch, touché par le diable[16]